# ミジン・コスメティックス
ミジン・コスメティックスは、シートマスク、リペアクリームに特化した大韓民国の大手化粧品メーカー。

## 概要
韓国の大手化粧品メーカーであり、日本でも8,000万枚以上 のシートマスク販売実績を持つ化粧品会社。
シートマスク・ブランド「MJ CARE」（MJケア）や機能性化粧品クリーム・ブランド「LASA」など本国韓国では10の化粧品ブランドを持ち、OEM生産なども行っている。
日本では2009年から新大久保などにある韓国コスメショップで「MJ CARE」シートマスクを販売しはじめ、2011年からは大手ドラッグストアなどでも「MJ CARE」商品を取り扱うようになった。今では大手口コミ・コスメサイトや通販サイトのシートマスク部門ランキングで上位を占めるようになった。日本以外にも韓国・ASEANの自由貿易協定（FTA）を活用し、タイなど東南アジアにも輸出を拡大している。
2011年からは楽天など大手通販サイトのフェイスマスク部門で1位にランクインすることもある。
※楽天では2011年の年間総合ランキングで23位にランクインしている。

## 沿革
- 2005年 - ミジン・コスメティックス設立。フェースマスク用シート生産開始。
- 2006年 - 化粧品メーカーとして承認（韓国食品医薬安全庁）。「MJ CARE」ブランド登録。
- 2007年 - 「Medi-Solution」ブランド登録。韓国国内の代理店体制を構築。
- 2008年 - OEM生産開始。メキシコ、アメリカへの輸出開始。月間200万枚生産工場の設立。
- 2009年 - 日本への輸出開始。日本の現地法人設立。中国・マレーシアへの輸出開始。
- 2010年 - 月間400万枚生産体制の構築。
- 2011年 - ISO9001、ISO14001取得。

## 主なブランド
自社ブランド
- MJ CARE（MJ ケア）…アジアンビューティを打ち出したシートマスク・ブランド。
- LASA(ラサ)…かたつむり粘液エキス配合の機能性化粧品ブランド。
- I.MYSS（アイミス）…若年層向けシートマスク・ブランド。
- 美人天下…漢方シートマスク・ブランド。
- ABS SOLUTION…日本専用シートマスク・ブランド。

OEMブランド
- happybran（ハッピーブラン）…機能性を重視したシートマスクのOEMブランド。
- baviphat（バビーパット）…OEM生産ブランド。
- Kims Club（キムズ・クラブ）…量販店向けPBブランド
- HB Story、ATOVAX、SKYLAKEなど50種類以上のOEMブランドがある。

## 日本におけるミジンコスメティックス
社名：株式会社ミジンコスメ

所在地：東京都新宿区百人町

日本法人は2010年6月登記。
日本では、「MJ CARE」、「LASA」ブランドを中心に展開している。
※「MJ CARE」は「mijin mask」、「MJ mask」とも呼ばれている。
なお、日本法人ではミジン・コスメティックス以外の韓国化粧品メーカーが製造した化粧品も輸入販売している。